# А2 (Швајцарска)
|
|
|
|
|
|
|
|
|
|

А2 је један ауто-пут у Швајцарској. Он је после А1 најдужи ауто-пут у Швајцарској. Овај пут је важан транзитни пут, спаја северну Швајцарску са Италијом. Овде дневно многи камиони долазе из Италије и возе за Немачку. Укупна дужина износи 295,5 km од кога око 16,9 km припадају тунелу Сент Готард. Једно време је тај тунел био најдужи на свету.
Ауто-пут почиње у Базелу код границе са Немачком и престаје у Чиасу код границе са Италијом. А2 је комплетАн ауто-пут, што значи да на свакој страни постоје две траке са једном траком која служи за сервис кола у случају квара.